# Evropská silnice E62
Evropská silnice E62 je evropskou silnicí 1. třídy. Začíná ve francouzském přístavu Nantes a končí v největším italském přístavu, v Janově. Celá trasa měří 1280 kilometrů. Mezi Francií a Itálii trasa prochází Švýcarskem. Zde prochází přes Ženevu a Lausanne. Poté E62 vstupuje do Itálie, kde prochází Milánem, největším průmyslovým a obchodním centrem země. Odtud pokračuje na pobřeží Středozemního moře, do Janova.

## Průběh trasy

### Francie
| N249 | Nantes – Cholet – Parthenay           |
| N149 | Parthenay – Poitiers                  |
| N147 | Poitiers – Bellac                     |
| N145 | Bellac – Guéret – Montluçon – Moulins |
| N79  | Moulins – Digoin – Mâcon              |
| A40  | Mâcon – Bourg-en-Bresse – Nantua –    |

### Švýcarsko
| A1 | Ženeva – Lausanne                           |
| A9 | Lausanne – Vevey – Martigny – Sion – Brig – |

### Itálie
| SS33 | Zwischbergen – Domodossola – Gravellona Toce |
| A26  | Gravellona Toce – Gallarate                  |
| A8   | Gallarate – Milán-sever                      |
| A50  | Milán-sever – Milán-západ                    |
| A7   | Milán-západ – Tortona – Janov                |